# اندیس گابرو دیوریت و سینیت خدر جبال پیرانشهر (خضر محمودی)
گابرو دیوریت و سینیت خدر جبال پیرانشهر(خضر محمودی) یک اندیس مصالح ساختمانی است که در  استان آذربایجان غربی قرار دارد و مادهٔ معدنی موجود در آن، گابرو است.  